# 劉炳華 (中華民國政治人物)
劉炳華（1955年10月6日—），中華民國政治人物，中國國民黨籍，曾任第2屆立法委員、國家安全會議副秘書長等職。
劉炳華出身於板橋劉家，是劉順天之三子，劉炳偉為其長兄。與三重幫具有姻親關係，其妻為國順建設集團創辦人陳萬富之女陳雪鳳。
隨著劉家在政壇的勢力衰退，劉炳華也從政壇淡出，回歸家族事業，現職為永泰開發實業股份有限公司董事長。

## 外部連結
- 立法院 劉炳華委員簡介 （页面存档备份，存于）